# Orconectes limosus
Orconectes limosus är en kräftdjursart som först beskrevs av Rafinesque 1817.  Orconectes limosus ingår i släktet Orconectes och familjen Cambaridae. IUCN kategoriserar arten globalt som livskraftig. Arten har ej påträffats i Sverige. Inga underarter finns listade i Catalogue of Life.
Kräftan har enligt EU-listan över invasiva arter det svenska namnet taggkindskräfta.

## Bildgalleri

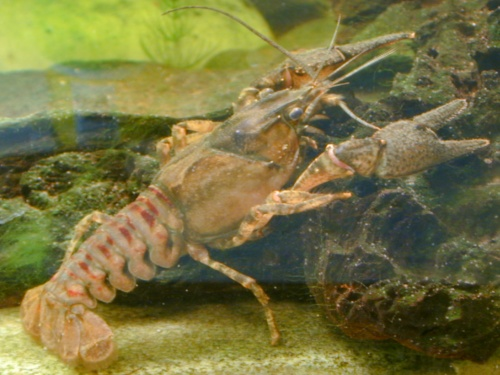